# Perotrochus lucaya
Perotrochus lucaya (Bayer, 1965) é uma espécie de molusco gastrópode marinho da família Pleurotomariidae, nativa da região oeste do oceano Atlântico.

## Descrição
Perotrochus lucaya possui concha em forma de turbante, chegando a até 6 centímetros. Coloração branca a creme, com estrias castanhas ou alaranjadas. Interior da abertura, lábio interno e área umbilical, fortemente nacarados.

## Distribuição geográfica
São encontrados em águas profundas do oeste do oceano Atlântico (Venezuela, Bahamas, Mar do Caribe).